# Gervasio Manuel Hernández Palomeque
Gervasio Manuel Hernández Palomeque (Navalcán, Toledo, 1937) es un poeta y político español del Partido Socialista Obrero Español. Fue el primer Presidente de la Diputación Provincial de Cádiz tras el fin de la dictadura franquista,cargo que ocupó desde 3 de abril de 1979 al 8 de mayo de 1983.

## Biografía
Licenciado por la Universidad complutense de Madrid, está casado y es padre de cuatro hijos. En 1977 se afila a Izquierda Democrática no logrando escaño, y tras el cese de dicho partido es cuando se afila al Partido Socialista Obrero Español, comenzando como concejal en el ayuntamiento de Algeciras (1979-1983), donde también es concejal del ayuntamiento de Cádiz (2003-2006).
Es el primer Presidente de la Diputación Provincial de Cádiz en la democracia, cargo que ostenta desde 1979 a 1982. En tal año es elegido diputado del PSOE en el parlamento andaluz por Cádiz, hasta su cese en 1984, cuando en dicho año lo sustituye Gabriel José González Ríos.
En el año 2000 presenta su candidatura al Senado de España, pero no logra escaño, siendo candidato a la alcaldía de Cádiz en las municipales de 2003.
En el ámbito profesional se desempeña como profesor de la Universidad a Distancia de Madrid y de maestro de enseñanza primaria. Además, es jefe del gabinete de promoción de medios didácticos para la educación a distancia del Ministerio de Educación.
Es Vicepresidente de la hermandad nacional de inspectores de educación, donde también se desempeña como inspector de la EGB, y por último, ha tenido varios cargos públicos en instituciones provinciales y municipales.
Además de ser político, Gervasio Hernández Palomeque es autor del libro, Órgano y Bronce.